# SZKIF-Ordabaszi FK
A SZKIF-Ordabaszi (kazahul: СКИФ-Ордабасы Шымкент Футбол Клубы, magyar átírásban: SZKIF-Ordabaszi Simkent Futbol Klubi) egy megszűnt kazah labdarúgócsapat Simkent városából.

## Története
Az 1992-ben Arszenal-SZKIF néven alapított labdarúgócsapat legnagyobb sikereit az 1990-es évek elején érte el: 1992-ben ezüstérmes lett. 1997-ben ismeretlen okból nem indult az élvonalban, a klub később bejelentette, hogy feloszlott. Egyes források az 1998-ban alapított Tomirisz elődjeként tartják számon, azonban ezt az Ordabaszi Simkent – a Tomirisz későbbi hivatalos jogutódja – oldala nem támasztja alá.

## Korábbi nevek
- 1992–1993: Arszenal-SZKIF[1]
- 1993–1997: SZKIF-Ordabaszi